# Jakob Weber (Schriftsteller)
Jakob Weber (* 5. Januar 1892 in Köln-Mülheim; † 7. März 1979 in Ost-Berlin) war ein deutscher KPD-Funktionär und Schriftsteller.

## Leben
Jakob Weber wuchs als dreizehntes Kind in einer Kölner Arbeiterfamilie auf und absolvierte eine Schlosserlehre. 1910 wurde er Mitglied des Deutschen Metallarbeiter-Verbandes. 1914/15 war er bis zu einer schweren Kriegsverletzung Soldat im Weltkrieg. 1915 trat er der SPD bei. 1917 ging er nach Berlin und arbeitete als Flugzeugmonteur in der AEG Hennigsdorf. Aus Opposition zum Krieg wechselte er 1917 zur USPD. Im Januar 1918 nahm er in Berlin am Munitionsarbeiterstreik und anschließend aktiv an der Novemberrevolution 1918 teil. Er war im Dezember 1918 Delegierter des Gründungsparteitages der KPD. Er beteiligte sich am Januaraufstand 1919 und am Metallarbeiterstreik Ende 1919. Im März 1920 war er Mitglied des Aktionsausschusses gegen den Kapp-Putsch. Weber wurde Funktionär der KPD und gehörte der Bezirksleitung Berlin-Brandenburg an. Er leitete seit 1926 die Arbeiterkorrespondenten-Bewegung der KPD-Zeitung Die Rote Fahne und war seit 1928 Mitglied des Bundes proletarisch-revolutionärer Schriftsteller. 

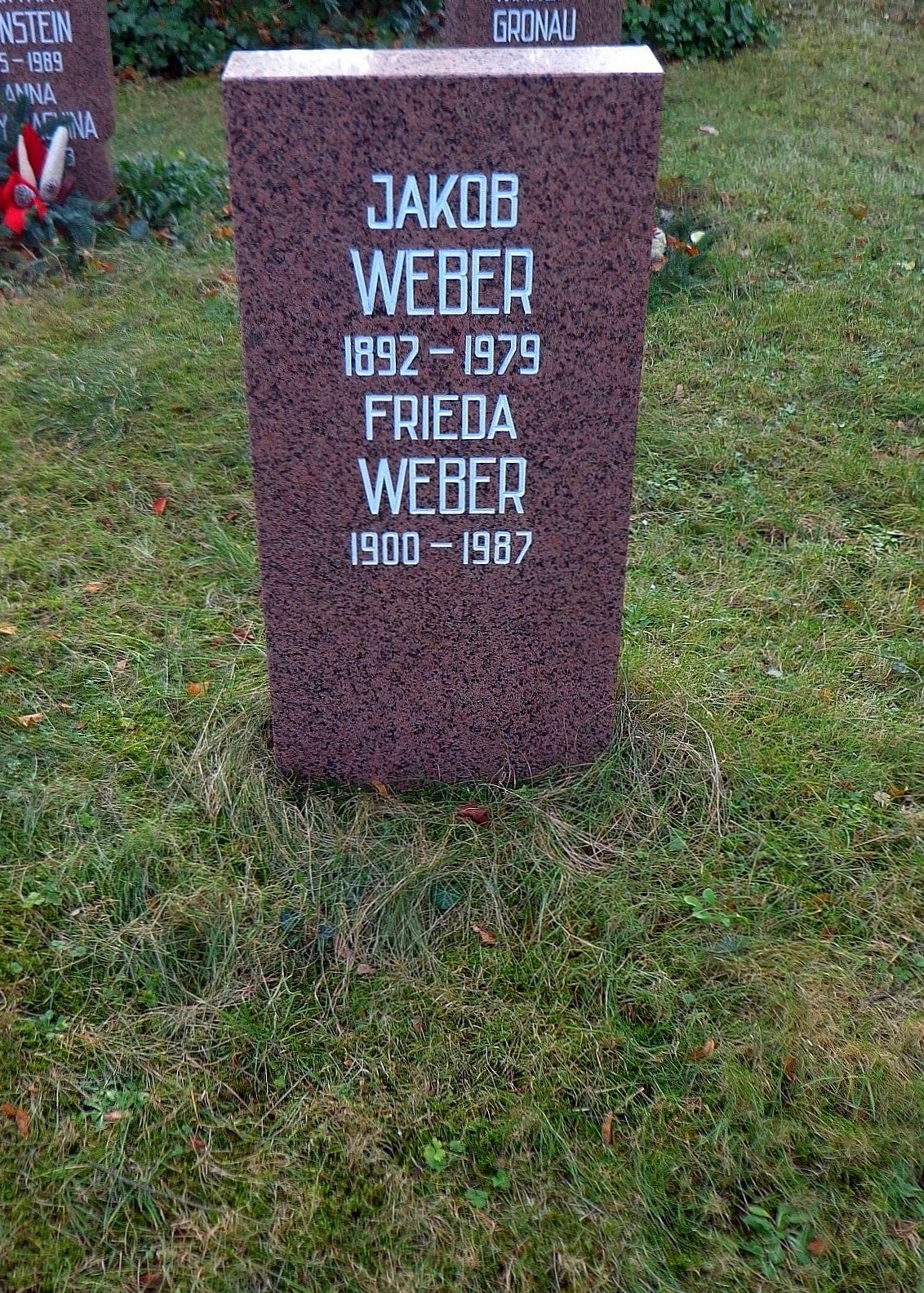
Grabstätte

Nach der Machtergreifung der Nationalsozialisten wurde Weber mehrfach festgenommen und im Mai 1936 vom Kammergericht Berlin zu zwei Jahren Zuchthaus verurteilt. Nach seiner Freilassung Ende 1937 arbeitete er unter Polizeiaufsicht bis zum Ende des NS-Regimes als Angestellter. Am 22. April 1945, also noch vor Kriegsende, wurde er von der einmarschierten Roten Armee zum Bürgermeister der Gemeinde Wilhelmshagen und Rahnsdorf bei Berlin ernannt. Nach seiner Absetzung, Ende 1946, lebte er als freischaffender Schriftsteller in Wilhelmshagen. Weber war als Funktionär im Schriftstellerverband der DDR aktiv. 
Er starb nach langer Krankheit im Alter von 87 Jahren. Seine Urne wurde in der Grabanlage Pergolenweg des Berliner Zentralfriedhofs Friedrichsfelde beigesetzt.

## Werke (Auswahl)
- Trotz alledem! Aus den Revolutionstagen 1918/19. Tribüne, Berlin 1960.
- Der Weg der Brüder Reber. Neues Leben, Berlin 1970
- mit Friedel Weber: Drei Dörfer in Berlin. Erlebnisse, Episoden, Erinnerungen. Mitteldeutscher Verlag, Halle 1973.
- Der Unbeugsame. Erinnerungen an Otto Franke. Tribüne, Berlin 1978.

## Auszeichnungen
- Medaille für Kämpfer gegen den Faschismus 1933 bis 1945
- 1962 Vaterländischer Verdienstorden in Silber und 1972 in Gold
- 1977 Ehrenspange zum Vaterländischen Verdienstorden in Gold